# مايك دوسن (فنان قصص مصورة)
مايك دوسن (بالإنجليزية: Mike Dawson)‏ هو فنان قصص مصورة ورسام كارتون أمريكي، ولد في 1975.

## وصلات خارجية
- الموقع الرسمي